# SN UDS10Wil
SN UDS10Wil (SN Wilson) – supernowa typu Ia, w czasie odkrycia najbardziej odległa znana supernowa, oddalona o ponad 10 miliardów lat świetlnych od Ziemi; położona w gwiazdozbiorze Wieloryba.

## Nazwa i odkrycie
Supernowa została odkryta w ramach programu CANDELS+CLASH Supernova Project wykorzystującego dane zebrane przez Kosmiczny Teleskop Hubble’a. Skrótowiec „SN” oznacza po prostu „supernową”; „UDS” oznacza, że supernowa została odkryta w ramach przeglądu nieba CANDELS Ultra Deep Survey.
Supernowa otrzymała także żartobliwe określenia SN Wilson na cześć dwudziestego ósmego prezydenta Stanów Zjednoczonych Woodrowa Wilsona.

## Charakterystyka
Supernowa jest odległa o ponad dziesięć miliardów lat świetlnych od Ziemi (przesunięcie ku czerwieni z = 1,914) i położona jest w gwiazdozbiorze Wieloryba. SN UDS10Wil znajduje się o około 350 milionów lat świetlnych dalej niż wcześniejsza najbardziej odległa znana supernowa SN SCP-0401.